# Tormenta tropical Katrina (1999)
La tormenta tropical Katrina se formó en el mar Caribe a varios kilómetros de Nicaragua y Honduras en 1999. Pasó muy rápidamente de depresión tropical a tormenta tropical, pasando justo por Puerto Cabezas, para después cruzar la frontera con Honduras. 
Poco después regresó al mar e impactó Belice, cruzando la frontera con México y disipándose en el Estado de Yucatán tiempo después, muy cerca del golfo de México.

## Historia meteorológica

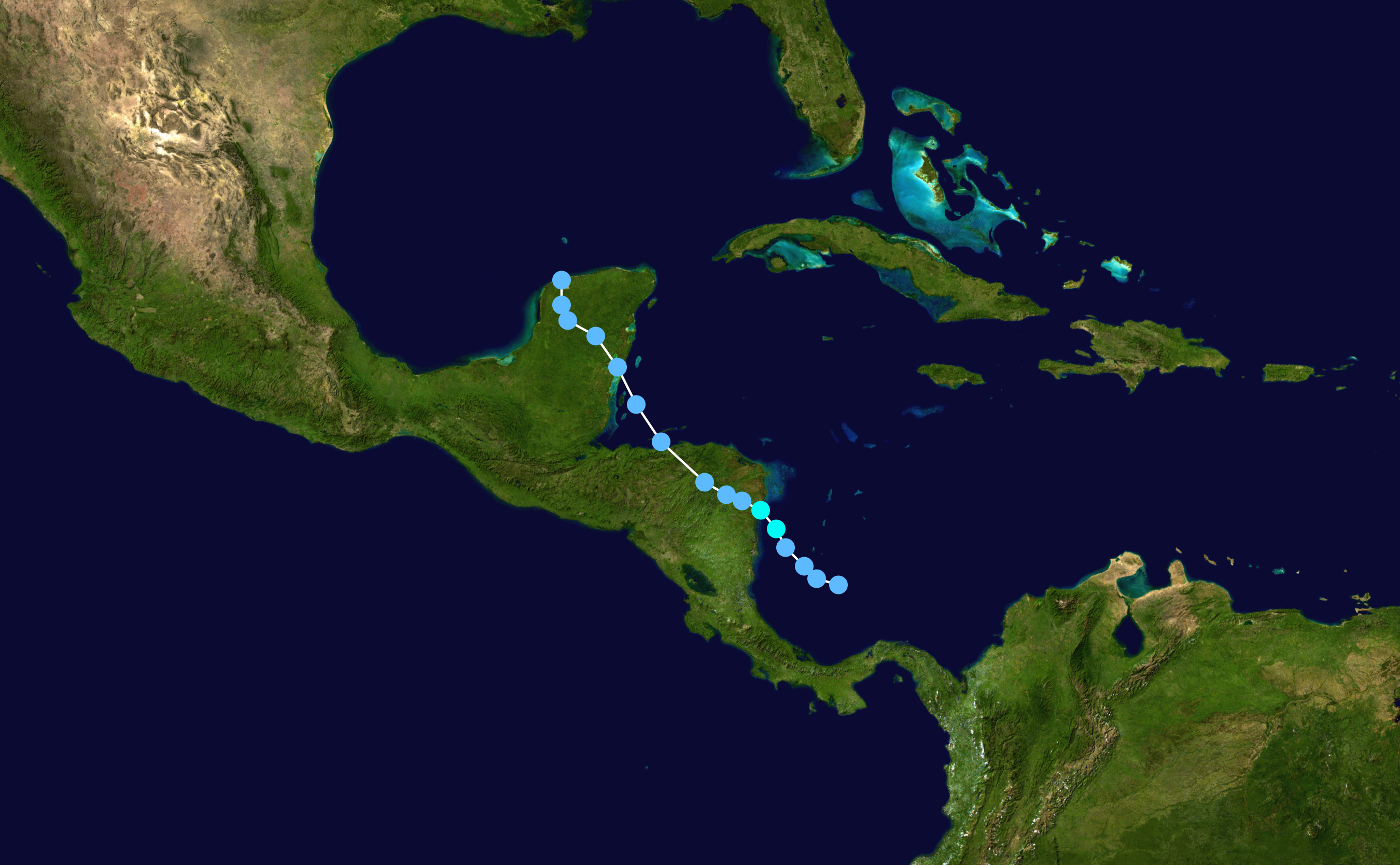
Trayectoria de la tormenta tropical Katrina.

El sistema originado de un frente débil frío que despacio rastreó a través de mar Caribe occidental en la cuarta semana de octubre. El frente frío se disipó pero un área débil de presión baja gradualmente tomó su lugar durante varios días siguientes. El 27 de octubre, una circulación fue descubierta al norte de Panamá como el sistema gradualmente se organizó. Un avión de reconocimiento voló en el sistema durante la tarde del 28 de octubre y encontró una circulación bien definida de bajo nivel al este de Bluefields, Nicaragua. El sistema por lo tanto fue declarado la Depresión Tropical Quince.
El sistema nunca muy bien fue organizado, y la interacción con el terreno montañoso de Centroamérica redujo la velocidad de cualquier desarrollo potencial. El Viento fuerte esquila debido a un canto de nivel superior de alta presión al este también dificultó el desarrollo como esto se acercó a la costa de Nicaragua.
A pesar de esto, durante la tarde del 29 de octubre, la convección brevemente aumentó y la depresión fue mejorada a Tormenta Tropical Katrina. La tormenta hizo la recalada esa tarde justo al sur de, Nicaragua, y rápidamente se debilitó atrás a una depresión tropical después de ser una tormenta tropical durante solo seis horas.
Después de su primera recalada, la depresión permaneció desorganizada como esto movió el noroeste, con la mayor parte de su camino que ser sobre la tierra. El sistema logró sobrevivir a través de Nicaragua y Honduras, que surge en el golfo de Honduras tarde el 30 de octubre como una depresión débil tropical con vientos de 45 kilómetros/h y un centro reformado de circulación. A pesar de ser atrás sobre el agua, Katrina falló en reforzarse de nuevo y dejó una depresión tropical como esto hizo su segunda recalada sobre la punta del sudeste de la península Yucatán a principios del 31 de octubre. Esto entonces despacio rastreó a través de la parte central del Yucatán, gradualmente debilitándose como otro frente frío acercado de golfo de México.
El frente frío lentamente absorbió el sistema a principios de 1 de noviembre.
- Datos: Q1342642
- Multimedia: Tropical Storm Katrina (1999) / Q1342642